# Mamo
De mamo (Drepanis pacifica) is een uitgestorven zangvogel uit de familie Fringillidae (vinkachtigen).

## Verspreiding en leefgebied
Deze soort was endemisch op Hawaï. Het laatste exemplaar werd waargenomen in 1898.